# نلی تیلو راس
نلی تیلو راس (انگلیسی: Nellie Tayloe Ross متولد ۱۸۷۶ میلادی در میزوری)، سیاستمدار آمریکایی.
او نخستین زنیست که در ایالات متحده آمریکا فرماندار یک ایالت شد. او بین سال‌های ۱۹۲۵ تا ۱۹۲۷ فرماندار ایالت وایومینگ بود.